# Distrito Futeca
Distrito Futeca será un proyecto deportivo construido por la empresa Futeca. Este contará con un estadio de futbol con capacidad para 34 mil espectadores, un hotel 5 estrellas y un centro comercial. Este se construirá en donde tuvo lugar el demolido Estadio del Ejército en la ciudad de Guatemala.

## Historia
En junio de 2016 el presidente de Futeca Javier Arzú confirmó que dicha empresa estaría dispuesta a construir un nuevo recinto y de primer nivel para albergar eventos como espectáculos y partidos de futbol del club Aurora. Arzú también mencionó que el IPM (Instituto de Previsión Militar) no gastaría ningún centavo y que tendrá un modelo de pago de renta por vara y el 10% del ingreso bruto“, agrega Arzú.En ese tiempo se tenía previsto que su capacidad de espectadores sería de 16 mil. También agregó que Futeca había firmado dos contratos con el IPM, uno sería de dos años para la planificación, diseño y desarrollo, además del estudio de prefactibilidad del negocio para continuar la fase de planos, licencias y permisos, el segundo de 50 años es para la construcción, que esperamos se complete en cuatro años. Sin embargo el IPM dio marcha atrás a dichos contratos debido a varias irregularidades entre ellas la denuncia en la Fiscalía contra la Corrupción y un amparo otorgado al grupo de exmilitares representados por Celestino Díaz, profesor de tenis del club Aurora porque se decía que el IPM pretendía desalojarlos.
El 26 de julio de 2024 Futeca anuncia la construcción del proyecto que tendrá un costo de $250 millones de dólares.

## Instalaciones y capacidad
El Distrito Futeca contará con un estadio y un centro comercial que estos están divididos en dos infraestructuras:
- Galeria Futeca: Contará con un hotel de cinco estrellas con 120 habitaciones, más de 40 comercios y restaurantes, un supermercado, gimnasio, boliche, piscina, una pista de correr de 400 metros y un estacionamiento para más de 800 vehículos. Este será construido en un terreno de 62,000 m².[5]
- Foro Futeca: Este será un estadio de futbol con una capacidad de hasta 37 mil espectadores[6] contando con 25 mil butacas y 12 mil espacios en gramilla.[1] Además albergará conciertos, ferias, eventos corporativos y deportivos.

Para la construcción Galerías Futeca estará a cargo la empresa Mallol y AS Arquitectura mientras que en Foro Futeca estará construyendo la empresa HKS Architects.